# 富の原駅
富の原駅（とみのはらえき）は、かつて熊本県菊池市富の原にあった熊本電気鉄道菊池線の駅（廃駅）である。

## 歴史
- 1928年（昭和3年）8月11日 - 菊池駅（初代）として開業。
- 1958年（昭和33年）8月1日 - 富の原駅に改称。
- 1986年（昭和61年）2月15日 - 御代志 - 菊池間廃止により廃駅となる。

## 駅構造
ホーム1面1線の地上駅であり、かつては木造の駅舎があった。

## 駅周辺
- 陸軍菊池飛行場跡
- 吉冨簡易郵便局
- 熊本県立菊池農業高等学校
- 菊池自動車学校
- 城北自動車学校
- セブン-イレブン
- 菊池養生園
- 菊池園

## 廃止後の状況
鉄道廃止後は駐輪所つきのバス停となっている。（画像）

## 隣の駅
熊本電気鉄道
菊池線（廃止区間）
泗水駅 - 富の原駅 ‐ 広瀬駅
かつて泗水（開業前は富） - 当駅間には黒木駅、当駅 - 広瀬間には花房駅が存在した。